# Giờ đen tối (phim 2017)
Giờ đen tối (tên gốc tiếng Anh: Darkest Hour) là một bộ phim chính kịch chiến tranh năm 2017 do Joe Wright đạo diễn và Anthony McCarten viết kịch bản. Phim có sự tham gia diễn xuất của Gary Oldman trong vai Winston Churchill trong những ngày đầu ông nhậm chức Thủ tướng, và quân Đức Quốc Xã khi đó đang càn quét Tây Âu, đe dọa sẽ thôn tính Vương quốc Anh trong Thế chiến II. Điều này dẫn đến những xích mích trong hàng ngũ tối cao của chính phủ Anh, giữa một bên chấp nhận đưa ra hiệp ước hòa bình giữa Hitler và Churchill, và một bên không đồng tình với hiệp ước này. Phim ngoài ra còn có sự tham gia của Kristin Scott Thomas, Lily James, Ben Mendelsohn, Stephen Dillane và Ronald Pickup.
Giờ đen tối được công chiếu ra mắt lần đầu tiên tại Liên hoan phim Telluride vào ngày 1 tháng 9 năm 2017 , và ngoài ra cũng được công chiếu tại Liên hoan phim quốc tế Toronto . Phim được khởi chiếu giới hạn tại các rạp phim của Mỹ từ ngày 22 tháng 11 năm 2017, và khởi chiếu rộng rãi hơn vào ngày 22 tháng 12. Tại Vương quốc Anh, phim được công chiếu vào ngày 12 tháng 1 năm 2018 , và tại Việt Nam, phim được ra mắt vào ngày 19 tháng 1 năm 2018. Giờ đen tối đã thu về 150 triệu USD toàn cầu và nhận được nhiều nhận xét tích cực từ giới chuyên môn.
Nhiều nhà phê bình khen ngợi phần diễn xuất của Gary Oldman và coi đó là vai diễn xuất sắc nhất trong sự nghiệp của ông; vai diễn này cũng đã giúp ông thắng giải Oscar cho Nam diễn viên chính xuất sắc nhất, giải BAFTA cho Nam diễn viên chính xuất sắc nhất, giải Quả cầu vàng cho Nam diễn viên phim chính kịch xuất sắc nhất và giải SAG cho Nam diễn viên chính xuất sắc nhất . Tại giải Oscar lần thứ 90, Giờ đen tối nhận được tổng cộng sáu đề cử, trong đó có Phim hay nhất, và giành chiến thắng ở hạng mục Nam diễn viên chính xuất sắc nhất và Hóa trang xuất sắc nhất. Tại Giải thưởng điện ảnh của Học viện Anh quốc lần thứ 71, phim nhận được 9 đề cử trong đó có Phim xuất sắc nhất và Phim Anh xuất sắc nhất .

## Nội dung
Tháng 5 năm 1940, khi Thế chiến II bắt đầu bùng nổ rộng khắp châu Âu, Đức Quốc xã tiến quân xâm lược Bỉ và Hà Lan, trong lúc quân đồng minh Anh - Pháp bị thất thế trên nhiều mặt trận. Lúc này, Quốc hội Anh cho rằng Thủ tướng đương nhiệm Neville Chamberlain đã quá mềm yếu trong công cuộc bảo vệ quốc gia, buộc ông phải từ chức và tìm kiếm người kế nhiệm. Winston Churchill, Bộ trưởng Bộ Hải quân, lập tức được Quốc hội và Hoàng gia Anh lựa chọn làm người bảo vệ vận mệnh xứ sở sương mù.
Vốn là người nóng nảy, cứng nhắc, lại mắc phải một số sai lầm trong quá khứ, vị thủ tướng mới thực tế không được lòng nhiều người. Ngay cả Vua George VI cũng hoài nghi năng lực của Churchill, đánh giá rằng ông không phải là lựa chọn tốt nhất cho thời điểm nước sôi lửa bỏng. Ông nhờ sự giúp đỡ của tổng thống Mỹ nhưng lại bị vướng bởi Đạo Luật Trung Lập. Vì vậy ông kêu gọi nhân dân nhà ai có thuyền thi tham gia di tán những người lính ở Dunkirk đang bị mắc kẹt. Dù không được mọi người ủng hộ, ông vẫn cương quyết không thỏa thuận hòa bình với Đức. Nhưng may mắn thay, vào một đêm nọ, ông được nhà vua ghé thăm và được vua ủng hộ. Sau đó, ông bất ngờ đi một chuyến tàu ngầm, nêu ông hỏi ý kiến của các người dân, và họ cũng cương quyết không đàm phán với Đức. Sau cùng, trong một bài phát biểu với các bộ trưởng và cuối cùng là Hạ nghị viện, ông được ủng hộ và khắp nghị ven reo hò vỗ tay.

## Diễn viên
- Gary Oldman vai Winston Churchill
- Kristin Scott Thomas vai Clementine Churchill
- Lily James vai Elizabeth Layton
- Ben Mendelsohn vai Vua George VI
- Stephen Dillane vai Edward Wood
- Ronald Pickup vai Neville Chamberlain
- Nicholas Jones vai John Simon
- Samuel West vai Anthony Eden
- David Schofield vai Clement Attlee
- Richard Lumsden vai Hastings Ismay
- Malcolm Storry vai Ngài Edmund Ironside
- Hilton McRae vai Arthur Greenwood
- Benjamin Whitrow vai Samuel Hoare, Tử Tước đệ Nhất vùng Templewood
- Joe Armstrong vai John Evans
- Adrian Rawlins vai Ngài Hugh Dowding
- David Bamber vai Phó Đô đốc Bertram Ramsay
- David Strathairn vai Franklin D. Roosevelt (lồng tiếng)
- Jeremy Child vai James Stanhope
- Brian Pettifer vai Ngài Kingsley Wood [11]
- Michael Gould vai Charles Vane-Tempest-Stewart
- John Atterbury vai Ngài Alexander Cadogan

## Phát hành
Giờ đen tối được phát hành trên nền tảng phát trực tuyến kỹ thuật số vào ngày 6 tháng 2 năm 2018 , và trên Blu-ray, DVD và 4K UHD Blu-ray vào ngày 12 tháng 6 năm 2018 .

## Đón nhận

### Doanh thu hòng vé
Darkest Hour thu về 56,5 triệu USD ở Hoa Kỳ và Canada và 93,8 triệu USD ở các quốc gia khác (bao gồm 33,4 triệu USD ở Vương quốc Anh), với tổng số doanh thu là 150,2 triệu USD trên toàn thế giới .
Tại Hoa Kỳ và Canada, bộ phim bắt đầu phát hành giới hạn vào ngày 22 tháng 11 năm 2017. Trong năm ngày đầu tiên, thu về 246.761 đô la từ bốn rạp (trung bình 61.690 đô la / rạp), xếp hạng 21 tại phòng vé vào cuối tuần . Bộ phim phát hành rộng rãi vào ngày 22 tháng 12 năm 2017, cùng với việc Thu hẹp, Sự nổi loạn hoàn hảo 3 và Cha ái Cha ai ra mắt, và sự phát hành rộng rãi của Người đẹp và thủy quái, và thu về 3,9 triệu USD từ 804 rạp vào cuối tuần đó, và 5,5 triệu USD trong bốn ngày Lễ Giáng Sinh .

### Đánh giá chuyên môn

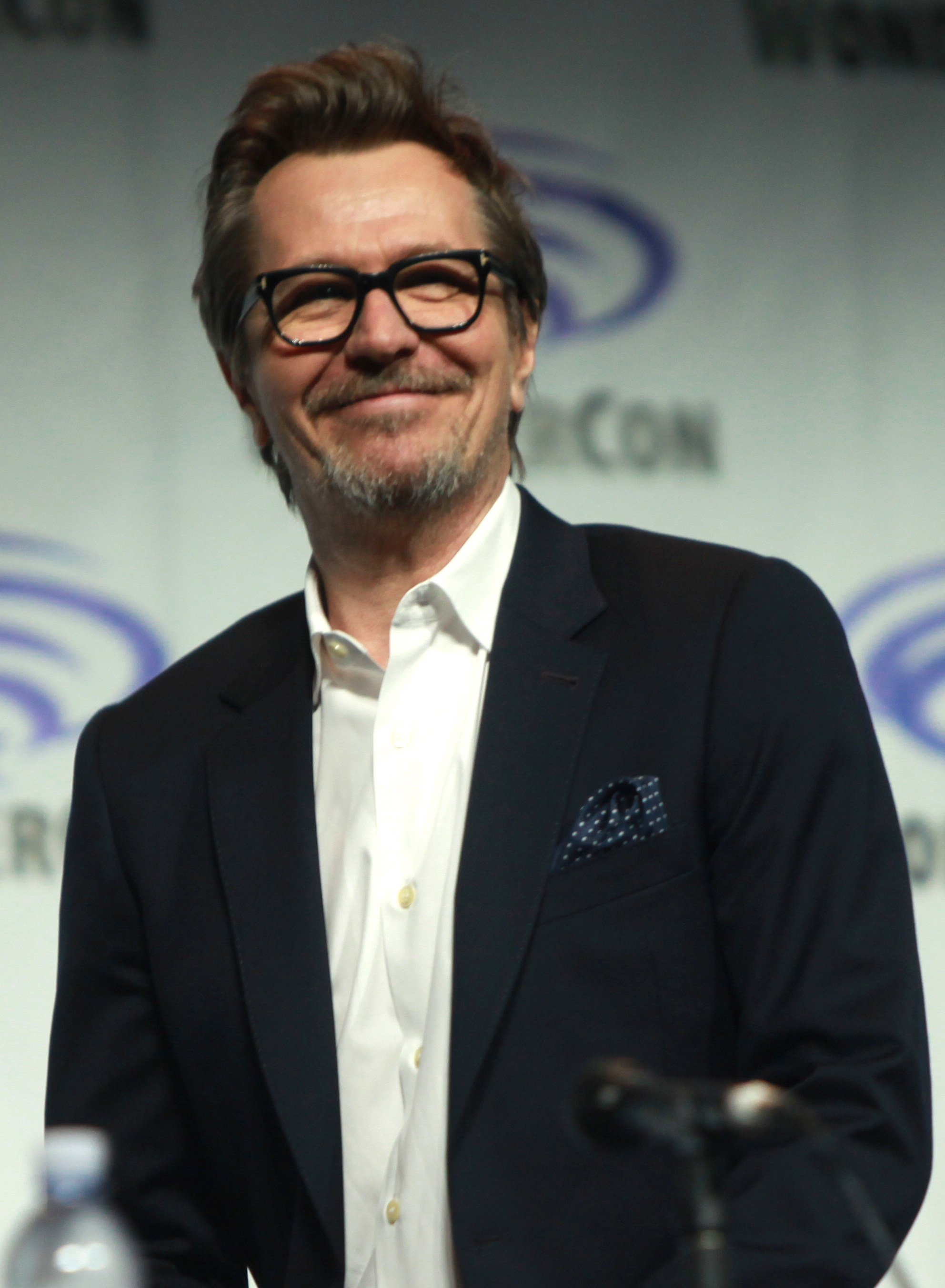
Diễn xuất của Gary Oldman với vai diễn Winston Churchill đã nhận được sự ca ngợi và giành được giải Oscar cho Nam diễn viên xuất sắc nhất.

Trên trang web tổng hợp đánh giá Rotten Tomatoes, bộ phim được đánh giá 84% dựa trên 261 nhật xét, với điểm trung bình là 7,3/10. Các nhận xét đều cho rằng "Phim được gắn kết với nhau bởi màn diễn nhiệt huyết của Gary Oldman, điều này đã khiến Winston Churchill trở nên sống động ngay cả khi những câu chuyện của bộ phim bị lung lay". Trên Metacritic, phim có số điểm khá tốt là 75 trên 100, dựa trên đánh giá của 50 nhà phê bình, cho thấy "những đánh giá chủ yếu là thuận lợi". PostTrak báo cáo rằng hơn 90% khán giả đã cho bộ phim nhận xét "tuyệt vời" hoặc "rất tốt" .Oldman nhận được lời khen ngợi cho diễn xuất của ông, với nhiều nhà phê bình cho rằng ông là ứng cứ viên sáng giá nhất giải Oscar cho Nam diễn viên xuất sắc nhất, một giải thưởng mà ông ta sau đó sẽ tiếp tục giành chiến thắng . Peter Travers của Rolling Stone viết: "Hãy khắc tên Oldman vào một giải Oscar... những người lo ngại rằng Darkest Hour không là gì ngoài việc một chiếc áo sơ mi xỉn mờ xỉn sẽ cảm thấy nhẹ nhõm khi biết rằng biết rằng họ đang ở trong một bộ phim lịch sử đầy kịch tính, sống động " . David Ehrlich của IndieWire ca ngời đạo diễn Wright và nhạc phim .
Ngược lại, Brian Tallerico của RogerEbert.com gọi bộ phim là "Một bài tập hành động bị đè nặng bởi trang phục, trang điểm, và quá sáng", ông đánh giá thêm rằng "Không có gì mới trong cách tiếp cận này. Cảm giác như một nghĩa vụ - một câu chuyện mà ai đó cảm thấy nên được nói lại và một cách để có được một diễn viên tuyệt vời" .

### Giải thưởng
| Lễ trao giải                                   | Ngày                 | Hạng mục                                                                                     | Người nhận / đề cử                                                                     | Kết quả   | Ghi chú              |
| ---------------------------------------------- | -------------------- | -------------------------------------------------------------------------------------------- | -------------------------------------------------------------------------------------- | --------- | -------------------- |
| Giải Quốc tế AACTA                             | 5 tháng 1 năm 2018   | Giải Quốc tế AACTA cho Nam diễn viên chính xuất sắc nhất                                     | Gary Oldman                                                                            | Đoạt giải | [ 24 ]               |
| Giải Quốc tế AACTA                             | 5 tháng 1 năm 2018   | Giải Quốc tế AACTA cho Nam diễn viên phụ xuất sắc nhất                                       | Ben Mendelsohn                                                                         | Đề cử     | [ 24 ]               |
| Giải Oscar                                     | 4 tháng 3 năm 2018   | Giải Oscar cho phim hay nhất                                                                 | Tim Bevan, Eric Fellner, Lisa Bruce, Anthony McCarten và Douglas Urbanski              | Đề cử     | [ 25 ]               |
| Giải Oscar                                     | 4 tháng 3 năm 2018   | Giải Oscar cho nam diễn viên chính xuất sắc nhất                                             | Gary Oldman                                                                            | Đoạt giải | [ 25 ]               |
| Giải Oscar                                     | 4 tháng 3 năm 2018   | Giải Oscar cho thiết kế sản xuất xuất sắc nhất                                               | Sarah Greenwood and Katie Spencer                                                      | Đề cử     | [ 25 ]               |
| Giải Oscar                                     | 4 tháng 3 năm 2018   | Giải Oscar cho quay phim xuất sắc nhất                                                       | Bruno Delbonnel                                                                        | Đề cử     | [ 25 ]               |
| Giải Oscar                                     | 4 tháng 3 năm 2018   | Giải Oscar cho hóa trang xuất sắc nhất                                                       | Kazuhiro Tsuji, David Malinowski and Lucy Sibbick                                      | Đoạt giải | [ 25 ]               |
| Giải Oscar                                     | 4 tháng 3 năm 2018   | Giải Oscar cho thiết kế phục trang đẹp nhất                                                  | Jacqueline Durran                                                                      | Đề cử     | [ 25 ]               |
| Liên minh các nhà báo phim nữ                  | 9 tháng 1 năm 2018   | Nam diễn viên xuất sắc nhất                                                                  | Gary Oldman                                                                            | Đoạt giải | [ 26 ]               |
| Giải của Hiệp hội quay phim Mỹ                 | 17 tháng 2 năm 2018  | Giải của Hiệp hội quay phim Mỹ cho Thành tựu xuất sắc trong quay phim chiếu rạp              | Bruno Delbonnel                                                                        | Đề cử     | [ 27 ]               |
| Hội Giám đốc nghệ thuật                        | 27 tháng 1 năm 2018  | Xuất sắc trong thiết kế sản phẩm cho một bộ phim lịch sử                                     | Sarah Greenwood                                                                        | Đề cử     | [ 28 ]               |
| Hiệp hội phê bình phim Austin                  | 8 tháng 1 năm 2018   | Nam diễn viên xuất sắc nhất                                                                  | Gary Oldman                                                                            | Đề cử     | [ 29 ]               |
| Hiệp hội phê bình phim Austin                  | 8 tháng 1 năm 2018   | Quay phim xuất sắc nhất                                                                      | Bruno Delbonnel                                                                        | Đề cử     | [ 29 ]               |
| Giải BAFTA                                     | 18 tháng 2 năm 2018  | Giải BAFTA cho phim xuất sắc nhất                                                            | Tim Bevan, Lisa Bruce, Eric Fellner, Anthony McCarten và Douglas Urbanski              | Đề cử     | [ 30 ]               |
| Giải BAFTA                                     | 18 tháng 2 năm 2018  | Giải BAFTA cho nam diễn viên chính xuất sắc nhất                                             | Gary Oldman                                                                            | Đoạt giải | [ 30 ]               |
| Giải BAFTA                                     | 18 tháng 2 năm 2018  | Giải BAFTA cho nữ diễn viên phụ xuất sắc nhất                                                | Kristin Scott Thomas                                                                   | Đề cử     | [ 30 ]               |
| Giải BAFTA                                     | 18 tháng 2 năm 2018  | Giải BAFTA cho quay phim xuất sắc nhất                                                       | Bruno Delbonnel                                                                        | Đề cử     | [ 30 ]               |
| Giải BAFTA                                     | 18 tháng 2 năm 2018  | Giải BAFTA cho Phim Anh quốc xuất sắc nhất                                                   | Tim Bevan, Lisa Bruce, Eric Fellner, Anthony McCarten, Douglas Urbanski and Joe Wright | Đề cử     | [ 30 ]               |
| Giải BAFTA                                     | 18 tháng 2 năm 2018  | Giải BAFTA cho Nhạc phim hay nhất                                                            | Dario Marianelli                                                                       | Đề cử     | [ 30 ]               |
| Giải BAFTA                                     | 18 tháng 2 năm 2018  | Giải BAFTA cho thiết kế sản xuất xuất sắc nhất                                               | Sarah Greenwood and Katie Spencer                                                      | Đề cử     | [ 30 ]               |
| Giải BAFTA                                     | 18 tháng 2 năm 2018  | Giải BAFTA cho thiết kế phục trang xuất sắc nhất                                             | Jacqueline Durran                                                                      | Đề cử     | [ 30 ]               |
| Giải BAFTA                                     | 18 tháng 2 năm 2018  | Giải BAFTA cho hóa trang xuất sắc                                                            | David Malinowski, Ivana Primorac, Lucy Sibbick and Kazuhiro Tsuji                      | Đoạt giải | [ 30 ]               |
| Hiệp hội phê bình phim Chicago                 | 12 tháng 12 năm 2017 | Giải Hiệp hội Phê bình phim Chicago cho nam diễn viên chính xuất sắc nhất                    | Gary Oldman                                                                            | Đề cử     | [ 31 ] [ 32 ]        |
| Cinema For Peace                               | 19 tháng 2 năm 2018  | Phim có giá trị nhất trong năm                                                               | Darkest Hour                                                                           | Đề cử     | [ 33 ]               |
| Giải Lựa chọn của Nhà phê bình Điện ảnh        | 11 tháng 1 năm 2018  | Giải BFCA cho phim hay nhất                                                                  | Darkest Hour                                                                           | Đề cử     | [ 34 ] [ 35 ] [ 36 ] |
| Giải Lựa chọn của Nhà phê bình Điện ảnh        | 11 tháng 1 năm 2018  | Giải BFCA cho nam diễn viên chính xuất sắc nhất                                              | Gary Oldman                                                                            | Đoạt giải | [ 34 ] [ 35 ] [ 36 ] |
| Giải Lựa chọn của Nhà phê bình Điện ảnh        | 11 tháng 1 năm 2018  | Giải Sự lựa chọn của các nhà phê bình điện ảnh cho Nhạc phim hay nhất                        | Dario Marianelli                                                                       | Đề cử     | [ 34 ] [ 35 ] [ 36 ] |
| Giải Lựa chọn của Nhà phê bình Điện ảnh        | 11 tháng 1 năm 2018  | Giải Sự lựa chọn của các nhà phê bình điện ảnh cho hóa trang đẹp nhất                        | Darkest Hour                                                                           | Đoạt giải | [ 34 ] [ 35 ] [ 36 ] |
| Hiệp hội phê bình phim Dallas – Fort Worth     | 13 tháng 12 năm 2017 | Giải thưởng Hiệp hội phê bình phim Dallas-Fort Worth cho phim hay nhất                       | Darkest Hour                                                                           | 10        | [ 37 ]               |
| Hiệp hội phê bình phim Dallas – Fort Worth     | 13 tháng 12 năm 2017 | Giải thưởng Hiệp hội phê bình phim Dallas - Fort Worth cho Nam diễn viên xuất sắc nhất       | Gary Oldman                                                                            | Đoạt giải | [ 37 ]               |
| Hiệp hội phê bình phim Detroit                 | 7 tháng 12 năm 2017  | Giải thưởng Hiệp hội phê bình phim Detroit cho Nam diễn viên xuất sắc                        | Gary Oldman                                                                            | Đề cử     | [ 38 ]               |
| Giải thưởng Dorian                             | 24 tháng 2 năm 2018  | Diễn xuất xuất sắc nhất của năm                                                              | Gary Oldman                                                                            | Đề cử     | [ 39 ] [ 40 ]        |
| Giải Empire                                    | 18 tháng 3 năm 2018  | Giải thưởng Empire cho phim Anh hay nhất l                                                   | Darkest Hour                                                                           | Đề cử     | [ 41 ] [ 42 ]        |
| Giải Empire                                    | 18 tháng 3 năm 2018  | Giải Empire cho nam diễn viên chính xuất sắc nhất                                            | Gary Oldman                                                                            | Đề cử     | [ 41 ] [ 42 ]        |
| Giải phim Anh của báo Evening Standard         | 8 tháng 2 năm 2018   | Nam diễn viên xuất sắc nhất                                                                  | Gary Oldman                                                                            | Đề cử     | [ 43 ]               |
| Giới các nhà phê bình phim Florida             | 23 tháng 12 năm 2017 | Giới các nhà phê bình phim Florida cho nam diễn viên xuất sắc nhất                           | Gary Oldman                                                                            | 2         | [ 44 ] [ 45 ]        |
| Hiệp hội phê bình phim Georgia                 | 12 tháng 1 năm 2018  | Nam diễn viên xuất sắc nhất                                                                  | Gary Oldman                                                                            | Đề cử     | [ 46 ]               |
| Hiệp hội phê bình phim Georgia                 | 12 tháng 1 năm 2018  | Nhạc phim xuất sắc nhất                                                                      | Dario Marianelli                                                                       | Đề cử     | [ 46 ]               |
| Giải Quả cầu vàng                              | 7 tháng 1 năm 2018   | Giải Quả cầu vàng cho nam diễn viên phim chính kịch xuất sắc nhất                            | Gary Oldman                                                                            | Đoạt giải | [ 47 ]               |
| Giải thưởng điện ảnh Hollywood                 | 6 tháng 11 năm 2017  | Giải thành tựu nghề nghiệp của Hollywood                                                     | Gary Oldman                                                                            | Đoạt giải | [ 48 ]               |
| Giải thưởng điện ảnh Hollywood                 | 6 tháng 11 năm 2017  | Giải đạo diễn Hollywood                                                                      | Joe Wright                                                                             | Đoạt giải | [ 48 ]               |
| Giải thưởng điện ảnh Hollywood                 | 6 tháng 11 năm 2017  | Giải thiết kế trang phục Hollywood                                                           | Jacqueline Durran                                                                      | Đoạt giải | [ 48 ]               |
| Giải IGN                                       | 19 tháng 12 năm 2017 | Phim điện ảnh chính kịch xuất sắc nhất                                                       | Darkest Hour                                                                           | Đề cử     | [ 49 ]               |
| Giải IGN                                       | 19 tháng 12 năm 2017 | Diễn viên chính xuất sắc nhất                                                                | Gary Oldman                                                                            | Đề cử     | [ 49 ]               |
| Cuộc thăm dò ý kiến phê bình của IndieWire     | 19 tháng 12 năm 2017 | Nam diễn viên xuất sắc nhất                                                                  | Gary Oldman                                                                            | 5         | [ 50 ]               |
| Hiệp hội phê bình phim London                  | 28 tháng 1 năm 2018  | Hiệp hội phê bình phim London cho nam diễn viên xuất sắc nhất                                | Gary Oldman                                                                            | Đề cử     | [ 51 ]               |
| Hiệp hội phê bình phim London                  | 28 tháng 1 năm 2018  | Hiệp hội phê bình phim London cho nam diễn viên Người Anh xuất sắc nhất                      | Gary Oldman                                                                            | Đề cử     | [ 51 ]               |
| Hiệp hội trang điểm và tạo mẫu tóc cho nghệ sĩ | 24 tháng 2 năm 2018  | Trang điểm xuất sắc nhất cho Phim chính kịch về sự kiện / Nhân vật lịch sử                   | Ivana Primorac và Flora Moody                                                          | Đoạt giải | [ 52 ]               |
| Hiệp hội trang điểm và tạo mẫu tóc cho nghệ sĩ | 24 tháng 2 năm 2018  | Tạo mẫu tóc đẹp nhất cho Phim chính kịch về sự kiện / Nhân vật lịch sử                       | Ivana Primorac và Flora Moody                                                          | Đề cử     | [ 52 ]               |
| Hiệp hội trang điểm và tạo mẫu tóc cho nghệ sĩ | 24 tháng 2 năm 2018  | Hiệu ứng trang điểm đặc biệt xuất sắc nhất cho Phim chính kịch về sự kiện / Nhân vật lịch sử | Kazuhiro Tsuji, David Malinowski và Lucy Sibbick                                       | Đoạt giải | [ 52 ]               |
| Hiệp hội phê bình phim trực tuyến New York     | 10 tháng 12 năm 2017 | Nam diễn viên xuất sắc nhất                                                                  | Gary Oldman                                                                            | Đoạt giải | [ 53 ] [ 54 ]        |
| Hiệp hội phê bình phim trực tuyến              | 28 tháng 12 năm 2017 | Giải của Hội phê bình phim online cho nam diễn viên chính xuất sắc nhất                      | Gary Oldman                                                                            | Đoạt giải | [ 55 ] [ 56 ]        |
| Liên hoan phim quốc tế Palm Springs            | 2 tháng 1 năm 2018   | Giải thưởng thành tựu Palm Desert cho nam diễn viên xuất sắc nhất                            | Gary Oldman                                                                            | Đoạt giải | [ 57 ]               |
| Cộng đồng các nhà phê bình phim San Diego      | 11 tháng 12 năm 2017 | Giải SDFCS cho nam diễn viên chính xuất sắc nhất                                             | Gary Oldman                                                                            | Đề cử     | [ 58 ] [ 59 ]        |
| Hội nghị phê bình phim San Francisco           | 10 tháng 12 năm 2017 | Hội nghị phê bình phim San Francisco cho nam diễn viên xuất sắc nhất                         | Gary Oldman                                                                            | Đề cử     | [ 60 ]               |
| Giải vệ tinh                                   | 10 tháng 2 năm 2018  | Giải Vệ tinh cho Nam diễn viên phim chính kịch xuất sắc nhất                                 | Gary Oldman                                                                            | Đoạt giải | [ 61 ]               |
| Giải vệ tinh                                   | 10 tháng 2 năm 2018  | Giải vệ tinh cho quay phim xuất sắc nhất                                                     | Bruno Delbonnel                                                                        | Đề cử     | [ 61 ]               |
| Giải vệ tinh                                   | 10 tháng 2 năm 2018  | Giải vệ tinh cho Nhạc phim gốc hay nhất                                                      | Dario Marianelli                                                                       | Đề cử     | [ 61 ]               |
| Giải vệ tinh                                   | 10 tháng 2 năm 2018  | Giải vệ tinh cho biên tập xuất sắc nhất                                                      | Valerio Bonelli                                                                        | Đề cử     | [ 61 ]               |
| Giải vệ tinh                                   | 10 tháng 2 năm 2018  | Giải vệ tinh cho Âm thanh tốt nhất                                                           | Darkest Hour                                                                           | Đề cử     | [ 61 ]               |
| Giải thưởng của Nghiệp đoàn Diễn viên Màn ảnh  | 21 tháng 1 năm 2018  | Giải SAG cho nam diễn viên chính xuất sắc nhất                                               | Gary Oldman                                                                            | Đoạt giải | [ 62 ] [ 63 ]        |
| Hội phê bình phim Seattle                      | 18 tháng 12 năm 2017 | Nam diễn viên xuất sắc nhất                                                                  | Gary Oldman                                                                            | Đề cử     | [ 64 ]               |
| Hội phê bình phim Seattle                      | 18 tháng 12 năm 2017 | Thiết kế phục trang đẹp nhất                                                                 | Jacqueline Durran                                                                      | Đề cử     | [ 64 ]               |
| Hiệp hội phê bình phim St. Louis               | 17 tháng 12 năm 2017 | Giải thưởng Hiệp hội phê bình phim St. Louis cho nam diễn viên xuất sắc nhất                 | Gary Oldman                                                                            | Đoạt giải | [ 65 ]               |
| Hiệp hội phê bình phim St. Louis               | 17 tháng 12 năm 2017 | Giải thưởng Hiệp hội phê bình phim St. Louis cho nữ diễn viên phụ xuất sắc nhất              | Kristin Scott Thomas                                                                   | Đề cử     | [ 65 ]               |
| Hiệp hội phê bình phim St. Louis               | 17 tháng 12 năm 2017 | Giải thưởng Hiệp hội phê bình phim St. Louis cho quay phim xuất sắc nhất                     | Bruno Delbonnel                                                                        | Đề cử     | [ 65 ]               |
| Hiệp hội phê bình phim St. Louis               | 17 tháng 12 năm 2017 | Biên tập phim xuất sắc nhất                                                                  | Valerio Bonelli                                                                        | Đề cử     | [ 65 ]               |
| Hiệp hội phê bình phim Toronto                 | 10 tháng 12 năm 2017 | Giải của Hiệp hội phê bình phim Toronto cho nam diễn viên chính xuất sắc nhất                | Gary Oldman                                                                            | 2         | [ 66 ]               |
| Hiệp hội phê bình phim Vancouver               | 6 tháng 1 năm 2018   | Giải của Hiệp hội phê bình phim Vancouver cho nam diễn viên chính xuất sắc nhất              | Gary Oldman                                                                            | Đề cử     | [ 67 ]               |
| Hội hiệu ứng hình ảnh                          | 13 tháng 2 năm 2018  | Giải của Hội hiệu ứng hình ảnh cho hỗ trợ hiệu ứng hình ảnh phim chính kịch xuất sắc nhất    | Stephane Naze, Warwick Hewitt, Guillaume Terrien và Benjamin Magana                    | Đề cử     | [ 68 ]               |
| Hiệp hội phê bình phim khu vực Washington DC   | 8 tháng 12 năm 2017  | Giải thưởng Hiệp hội phê bình phim khu vực Washington D.C. cho nam diễn viên xuất sắc nhất   | Gary Oldman                                                                            | Đoạt giải | [ 69 ]               |
| Hội những nữ phê bình phim                     | 17 tháng 12 năm 2017 | Nam diễn viên xuất sắc nhất                                                                  | Gary Oldman                                                                            | Đoạt giải | [ 70 ] [ 71 ]        |